# Сан-Лоренцо-Нуово
Сан-Лоренцо-Нуово (італ. San Lorenzo Nuovo) — муніципалітет в Італії, у регіоні Лаціо,  провінція Вітербо.
Сан-Лоренцо-Нуово розташований на відстані близько 105 км на північний захід від Рима, 34 км на північний захід від Вітербо.
Населення — 2109 осіб (2014).
Щорічний фестиваль відбувається 10 серпня. Покровитель — Святий Лаврентій.

## Демографія
Населення за роками:

Станом на 1 січня 2023 року в муніципалітеті офіційно проживали 223 іноземці з 30 країн, серед них 110 громадян країн Євросоюзу та 4 громадяни України.

## Сусідні муніципалітети
- Аккуапенденте
- Больсена
- Кастель-Джорджо
- Градолі
- Гротте-ді-Кастро